# Leucophyllum zygophyllum
Leucophyllum zygophyllum là một loài thực vật có hoa trong họ Huyền sâm. Loài này được I.M. Johnst. mô tả khoa học đầu tiên năm 1940.